# Каранович, Горан
Горан Каранович (серб. Горан Карановић; 13 октября 1987, Белград, Югославия) — швейцарский футболист.

## Клубная карьера
Горан Каранович начал профессиональную карьеру в 16 лет в клубе «Волен» в Челлндж-лиге Швейцарии. За клуб дебютировал 22 марта 2005 года в матче с «Вадуцем», выйдя на замену на 79-й минуте. Первый гол забил 19 ноября 2005 года в матче с «Локарно», выйдя на замену на 75-й минуте. В том же матче Горан оформил свой первый дубль. Всего в сезоне 2005/06 провёл 1241 минуту на поле в 15 матчах, в сравнение с 363 минутами в 9 матчах в предыдущем сезоне, а также забил 5 мячей.
Следующий сезон Каранович начинал полноценным игроком основы, но не оправдал ожиданий тренера: за 612 минут в 10 матчах нападающий забил ноль голов и отдал ноль результативных передач, отличившись лишь в матче первого круга кубка с «Кикерс». В итоге Каранович отправился в запас, начав выходить на замену лишь после зимнего перерыва и смены тренера. Всего за сезон швейцарец отбегал 1235 минут, выйдя на поле 24 раза и забив 4 гола.
В июне 2007 года «Волен» поменял тренера - наставником бело-синих стал Мартин Руэда. Каранович продолжил выполнять роль запасного, с которой и начинал свою профессиональную карьеру: за 23 матча за сезон нападающий пробыл на поле 1050 минут и забил 8 мячей. В 2008 году он перешёл в клуб Суперлиги «Люцерн», но не закрепился в нём, сыграв всего два матча и проведя на поле в сумме всего 35 минут. В своём дебютном матче  В зимнее трансферное окно его отдали в аренду обратно в «Волен» до конца сезона. Успешному прошлому сезону не суждено было повториться: боровшийся за выход в Суперлигу «Волен» конец первой половины чемпионата встретил на четвёртом месте, ужасно проведя сентябрь и октябрь. Но Каранович не стал спасителем родного клуба, забив в первых трёх турах второй половины чемпионата всего один гол. В итоге Руэда, уже работавший с нападающим в прошлом сезоне, опять усадил того на лавку, лишь изредка выпуская на поле. Всего за сезон Горан вышел на поле 6 раз, провёл на нём 264 минуты и забил 1 гол.
В сентябре 2009 года швейцарец отправился в «Кринс» на правах аренды. Дебютировал за клуб 11 сентября в матче «Биль-Бьенном». 26 сентября в матче с «Туном» забил первый гол, отметившись дублем. В центральношвейцарском клубе Каранович смог получить достаточно игровой практики: за 26 матчей нападающий провёл 1272 минуты и забил 7 голов. С «Кринсом» швейцарец дошёл до полуфинала кубка, забив два гола в матчах второго круга и 1/8 финала с «Белинцоной» и «Золотурном» соответственно. В полуфинале против «Базеля» вышел на замену на 83-й минуте, но не смог спасти свою команду от поражения 0:1. Это является лучшим результатом «Кринса» в Кубке Швейцарии за всю историю.  
В 2010 году Горан Каранович перешёл в «Серветт» на правах свободного агента. За клуб дебютировал 25 июля 2010 года в матче с «Вадуцем». Первый гол забил 14 августа в матче с «Винтертуром». С «Серветтом» Горан дошёл до 1/8 финала, где в матче с «Безелем» вышел на замену на 101-й минуте. В серии пенальти бил четвёртым и реализовал удар с точки, но Патрик Бауманн, первый бьющий, и Стефан Натер, пятый бьющий, свои удары не реализовали. Среди "красно-синих" ошибся лишь Федерико Альмерарес, чей удар парировал Давид Гонсалес. В итоге со счётом 4:5 по пенальти вперёд прошли базельцы. По итогам сезона "гранатовые" заняли второе место в чемпионате и сразились с «Беллинцоной» в матчах плей-оффа за право выступать в Суперлиге. Каранович не играл из-за разрыва связок голеностопного сустава. По сумме матчей (4:2) «Серветт» вернулся в высший дивизион спустя 6 лет. 
В следующем сезоне Каранович отыграл 30 матчей в чемпионате и забил 8 мячей. В кубке Горан провёл 3 матча. 15 октября в матче с «Ивердоном» вышел на замену на 60-й минуте и оформил дубль. В сумме стал лучшим бомбардиром своей команды в том сезоне.
В сезоне 2012/13 отыграл в сумме 33 матча за клуб и забил 8 голов, в очередной раз став лучшим бомбардиром команды. Проведя хороший прошлый сезон, заняв 4 место в чемпионате с 48 очками, в сезоне 2012/13 «Серветт» провалился, заняв последнее место всего с 26 очками, а также не пройдя квалификацию в Лигу Европы, пропусти вперёд «Русенборг» по правилу выездного гола с общим счётом 1:1, а также вылетев из кубка в первой стадии от «Хама» со счётом 2:1. В том числе и поэтому в конце сезона Каранович покинул клуб. Всего за «Серветт» нападающий провёл 97 матчей, забив 26 голов и отдав 3 результативные передачи.
Летом 2013 года Каранович подписал контракт с «Санкт-Галленом». Дебютировал за клуб 14 июля в матче с «Грассхоппером». Первый гол забил 11 августа в матче с «Лозанной». 29 августа 2013 сделал дубль в матче против московского «Спартака» (4:2), благодаря чему «Сант-Галлен» прошёл в групповой этап Лиги Европы. Позже в матчах группового этапа Горан забил ещё два гола: по одному в ворота «Валенсии» и «Кубани». В Суперлиге Каранович забил 9 мячей. По итогам сезона нападающий 17 раз поразил ворота соперника в 45 матчах, что сделало его лучшим бомбардиром клуба в том сезоне. Также швейцарец дважды отметился хет-триком, один из них (в матче с «Аарау» он оформил за 11 минут, выйдя на замену на 63-й минуте.
В следующем сезоне Каранович отыграл 28 матчей и забил 10 голов, что в очередной раз сделало его лучшим бомбардиром команды в том сезоне. Также в составе «Санкт-Галлена» швейцарец дошёл до полуфинала кубка, в котором "die Espen" уступили «Базелю» 1:3.
В 2015 году на правах свободного агента перешёл в «Анже». 22 августа в матче с «Аяччо» дебютировал за "les scoïstes", выйдя на замену вместо Абдула Камара на 89-й минуте. Всего за два года в клубе Каранович 13 раз вышел на поле в футболке клуба. 21 февраля 2016 года в матче с «Монпелье» в добавленное время забил первый гол за анжейцев.
В 2016 году отправился в аренду в «Сошо». Дебютировал за него в матче второго раунда Кубка французской лиги c «Брестом». В чемпионате дебютировал 29 августа также против "пиратов". 26 октября в матче третьего раунда Кубка лиги с «Дижоном» Каранович забил первый гол за "львят". Всего за 12 матчей швейцарец отметился 3 голами и 3 результативными передачами.
11 сентября 2018 года, будучи с конца сезона без клуба, подписал контракт с «Аарау». За клуб дебютировал 16 сентября в матче 1/16 финала Кубка Швейцарии по футболу с «Ксамаксом», отметившись забитым мячом. В чемпионате дебютировал 25 сентября в матче с «Шаффхаузеном», забив гол с пенальти и положив начало камбэку и разгрому (северошвейцарцы проиграли со счётом 1:3). За 18 матчей в лиге нападающий забил 8 мяч и отдал 4 результативные передачи. В матчах плей-оффа за право участвовать в Суперлиге «Аарау», занявший второе место в Челлендж-лиге, встретился со «Ксамаксом», занявшем предпоследнее место в Суперлиге. В гостевом матче северяне разгромили представителей франкоязычного кантона со счётом 0:4 и, казалось бы, обеспечили себе выход в высший дивизион. Каранович не принял участие в голах своей команды, выйдя на замену 82-й минуте. Но в ответном матче «Ксамакс» за 72 минуты забил недостающие четыре мяча и перевёл матч сначала в овертайм, где команды не отличились голами, а потом и в серию пенальти. Горан бил пятым из своей команды и реализовал удар с точки. Но это ни на что не влияло, так как Эльсад Зверотич, бивший первым, свой удар не реализовал. Соперники же реализовали все пять ударов и остались в Суперлиге.
Через полтора месяца швейцарец подписал контракт с румынским «Сепси». 27 июля 2019 года дебютировал за клуб в матче с «Газ Метаном», отметившись голом. Всего за 33 матча забил 13 мячей, став лучшим бомбардиром клуба в том сезоне. 22 июля 2020 года вышел в стартовом составе в финале Кубка Румынии против «Стяуа», но был заменён на 46-й минуте. «Сепси» проиграл тот матч со счётом 0:1. На тот момент это было высшим достижением клуба в Кубке Румынии, пока в 2022 году он не выиграл его, обыграв в финале «Волунтари» со счётом 2:1.
7 сентября 2020 года Каранович на правах свободного агента перешёл в «Германштадт». За клуб дебютировал 13 сентября в матче с «ЧФР Клуж», выйдя на замену на 64-й минуте. Первый (и единственный) мяч за клуб забил 28 января в ничейном матче с «Киндия Тырговиште». Всего за "красно-чёрных" швейцарец провёл 15 матчей.
24 сентября 2020 года, по ходу сезона, Каранович отправился в аренду в «Стяуа», тем же вечером выйдя в матче третьего раунда квалификации Лиги Европы против чешского «Слован Либерец» в стартовом составе. Уже на 10-й минуте нападающий получил травму и был заменён на Овидиу Попеску. «Стяуа» проиграла со счётом 0:2 и закончил своё выступление в Лиге Европы. Это был единственный матч Горана за бухарестский клуб: уже 1 октября он вернулся в расположение «Германштадта».
11 июля 2021 года Каранович подписал контракт с швейцарским «Янг Феллоуз Ювентус». Дебютировал за клуб 7 августа в матче с «Этуаль-Каруж», отметившись забитым голом. Дважды за сезон, в матче первого круга с «Брюлем» и в матче второго круга с «Этуаль-Каружем», оформлял дубль. Всего за 13 матчей забил 8 голов, став лучшим бомбардиром своей команды в том сезоне. 1 января покинул клуб по истечении контракта. 

## Международная карьера
В 2007 году Горан Каранович сыграл 2 товарищеских матча за молодёжную сборную Швейцарии, не отличившись результативными действиями. Дебютировал за неё в гостевом матче с молодёжной сборной Швеции 5 июня 2007 года, где вышел на замену на 89-й минуте. Также сыграл в гостевом матче с молодёжной сборной Бельгии 22 августа 2007, где вышел на замену на 63-й минуте.